# Ernst Enno
Ernst Enno (ur. 27 maja?/8 czerwca 1875 w Valgucie, zm. 7 marca 1934 w Haapsalu) – estoński poeta, jeden z pierwszych przedstawicieli nurtu symbolistycznego w Estonii, uznawany za twórcę poezji mistycznej.

## Edukacja i praca zawodowa
W latach 1896–1904 studiował na wydziale handlu Politechniki Ryskiej, a następnie pracował jako dziennikarz w Tartu, urzędnik w Parnawie i nauczyciel języka estońskiego i niemieckiego w Valdze. Od 1919 roku do śmierci pracował jako doradca szkolny w prowincji Lääne i mieszkał w Haapsalu. W latach 1922–1927 był także redaktorem czasopisma dla dzieci Laste Rõõm.

## Twórczość
Pierwsze wiersze wydał w 1896 roku. Na początku XX wieku zainspirował się pracami Maurice’a Maeterlincka i Rainera Marii Rilkego oraz zainteresował się literaturą filozoficzną i religijną, w szczególności teozofią i taoizmem. Opublikował cztery zbiory poezji: Uued luuletused (1908), Hallid laulud (1910), Valge öö (1920), Kadunud kodu (1920). Dwa pierwsze zyskały największą popularność. W 1998 Urmas Tõnisson zebrał jego wiersze i wydał pod nazwą Rändaja õhtulaul. Również jego wiersze dla dzieci zostały wydane pod nazwą Üks rohutirts läks kõndima przez Ellen Niit w 1957 roku. W 1910 roku wydał autobiograficzny zbiór opowiadań, Minu sõbrad.

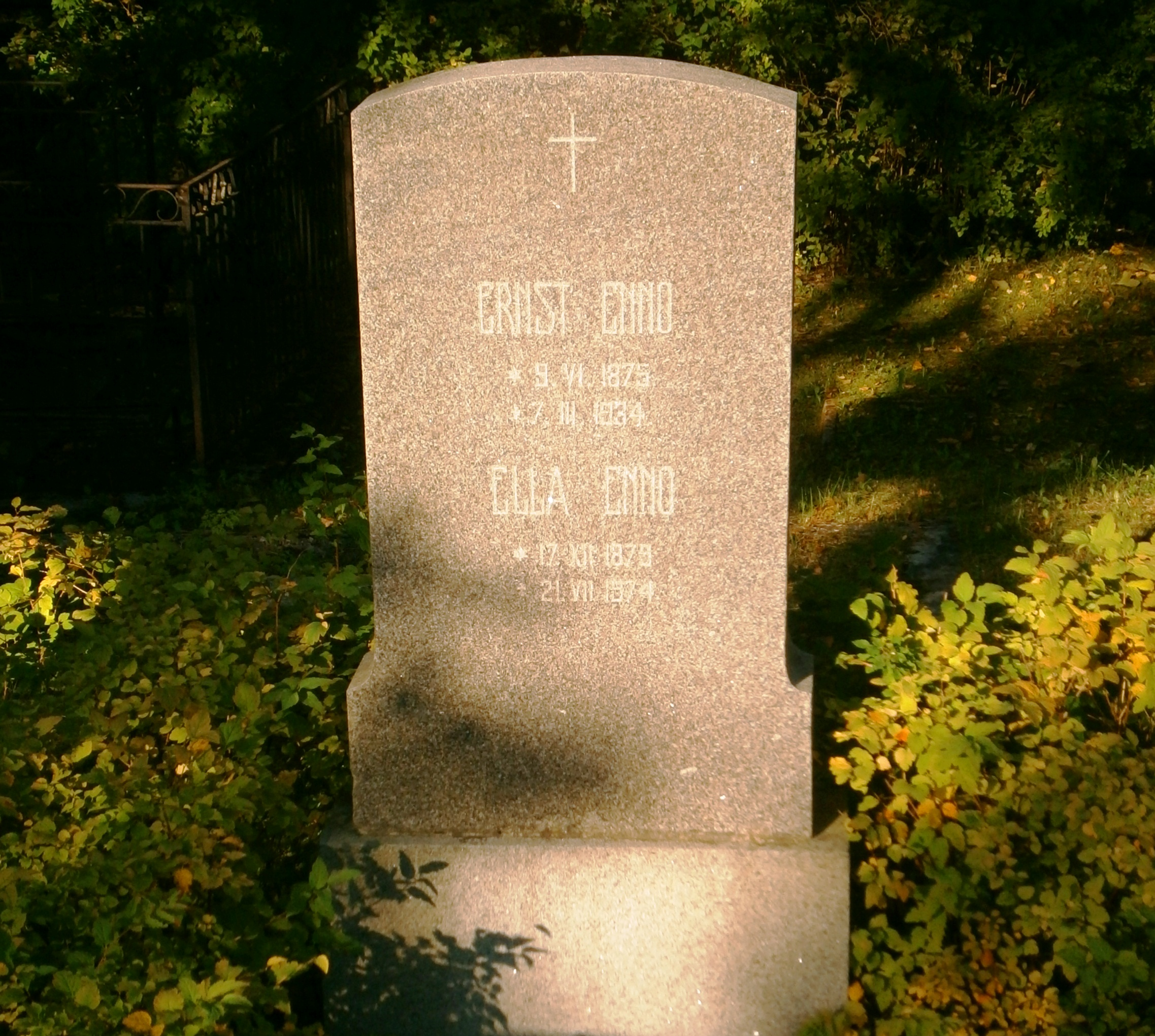
Grób Enno w Haapsalu

Jest uznawany za twórcę poezji mistycznej i jednego z najwybitniejszych przedstawicieli estońskiego neoromantyzmu, choć czołowi twórcy grupy Noor-Eesti, Gustav Suits i Friedebert Tuglas byli krytyczni wobec jego prac.

## Życie osobiste

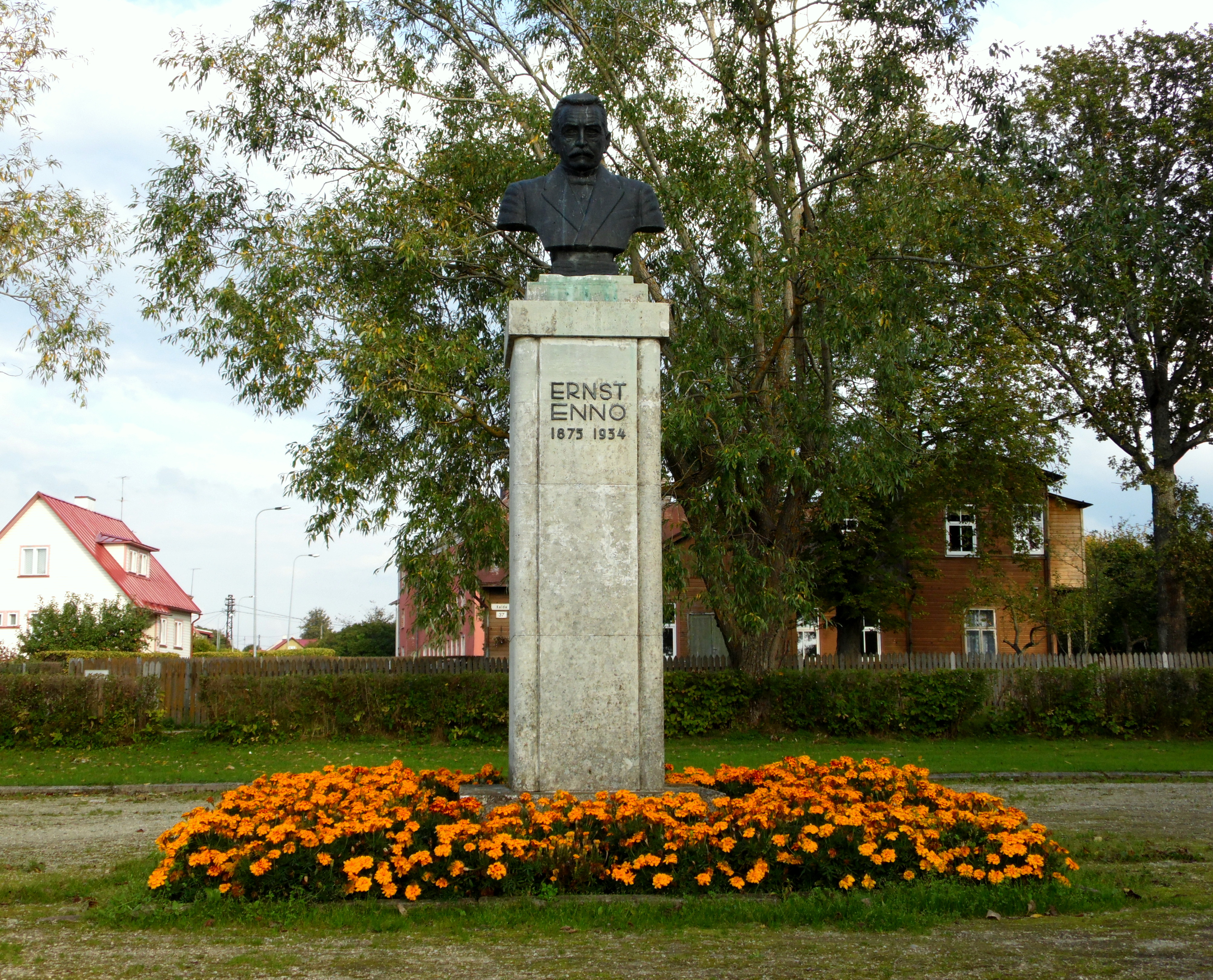
Pomnik Enno w Haapsalu

18 lub 28 sierpnia 1909 poślubił Elfriede Saul, którą poznał wiosną 1900 roku. Para miała córkę Liki (ur. 23 listopada 1910, zm. 31 grudnia 1984 lub 1 stycznia 1985). Jego wnuczką jest pisarka Elin Toona.
Zmarł 7 marca 1934 w Haapsalu na zapalenie płuc. Został pochowany trzy dni później na starym cmentarzu w tymże mieście, a wraz z nim jest pochowana jego żona i jej siostra. Zgodnie z wolą poety, obok jego grobu posadzono wiśniowe drzewo.
30 lipca 1939 w Haapsalu odsłonięto jego pomnik autorstwa Romana Haavamägiego.